# Südlicher Mull-Lemming
Der Südliche Mull-Lemming (Ellobius fuscocapillus) ist eine Art aus der Unterfamilie der Wühlmäuse, die in West- und Zentralasien (Iran, Afghanistan, Turkmenistan, Pakistan) verbreitet ist. Trotz ihres Namens ist sie kein Lemming, denen sie aber äußerlich sehr ähnlich sieht. Anders als Lemminge führt sie eine gänzlich unterirdische Lebensweise.

## Merkmale
Der Südliche Mull-Lemming ähnelt seinem Aussehen am ehesten einer Wühlmaus und hat einen walzenförmigen Körperbau. Er besitzt ein weiches Fell, welches an der Oberseite rotbraun gefärbt ist, die Flanken und die Beine sind eher hell, während die Kehle und der Bauch weiß gefärbt sind.
Der Südliche Mull-Lemming ist in viel stärkerem Maße als die anderen Wühlmäuse ein echter Graber und weist mehrere Merkmale auf, die dieser Lebensweise entsprechen. Er hat eine stumpfe Schnauze mit kleinen Augen und Ohren, in die nicht so leicht Sand eindringen kann, da sie fast komplett unter dem Fell verborgen sind. Weiter hat er kurze, starke Pfoten und benutzt wahrscheinlich seine Zähne beim Graben um die Erde zu lockern. Denn während seine vorderen Schneidezähne stärker entwickelt sind wie bei anderen Wühlmäusen, sind seine Krallen nicht so stark wie die anderer grabender Nagetiere. Die vorderen Schneidezähne ragen aus dem Maul heraus.
Südliche Mull-Lemminge erreichen eine Kopf-Rumpf-Länge von 10 bis 15 Zentimeter, der Schwanz ist sehr kurz und erreicht eine Schwanzlänge von nur 0,5 bis 2 Zentimeter. Als Gesamtgewicht dienen 50 bis 85 Gramm als Durchschnittswert.

## Lebensweise
Bei dieser Art besteht die Nahrung aus Wurzeln und unterirdisch wachsenden Pflanzenteilen. Sie graben ebenso wie Maulwürfe Gänge dicht unter der Erde, in denen sie nach Nahrung suchen. Auch graben sie tiefer gelegene Tunnel, in denen sie ihre Nester anlegen.
Die Tunnel der Südlichen Mull-Lemminge verlaufen etwa 10 bis 20 cm unter der Erde. Sie bilden ein weit verzweigtes System, dessen Teil auch eine Nestkammer in einer Tiefe von 50 cm ist. In manchen Regionen gelten sie daher als landwirtschaftliche Schädlinge.

## Fortpflanzung
Die Fortpflanzung des Südlichen Mull-Lemmings ist nicht an eine bestimmte Jahreszeit gebunden, doch besteht hier ein direkter Zusammenhang mit der verfügbaren Nahrung. Daher wird sich die Hauptzeit der Fortpflanzung auf die vorhandene Vegetationsperiode beschränken.
Jeder Wurf besteht aus 3–4 Jungen, welche in einem mit Pflanzenteilen gepolstertem Nest geworfen werden.